# Segunda División de España 1963-64
La temporada 1963–64 de la Segunda División de España de fútbol corresponde a la 33.ª edición del campeonato y se disputó entre el 15 de septiembre de 1963 y el 26 de abril de 1964 en su fase regular. Posteriormente se disputaron las promociones de ascenso y permanencia entre el 7 de junio y el 30 de junio.
Los campeones de Segunda División fueron el RC Deportivo de La Coruña y la UD Las Palmas.

## Sistema de competición
La Segunda División de España 1963/64 fue organizada por la Federación Española de Fútbol (RFEF).
El campeonato contó con la participación de 32 clubes divididos en dos grupos de 16 equipos cada uno, agrupándose por criterios de proximidad geográfica, y se disputó siguiendo un sistema de liga, de modo que los 16 equipos de cada grupo se enfrentaron entre sí, todos contra todos en dos ocasiones -una en campo propio y otra en campo contrario- sumando un total de 30 jornadas. El orden de los encuentros se decidió por sorteo antes de empezar la competición.
Los primeros clasificados de cada grupo ascendieron directamente a Primera División, mientras que los segundos clasificados disputaron la fase de ascenso ante el decimotercero y decimocuarto clasificado de la máxima categoría en eliminatorias directas a doble partido.
Los dos últimos clasificados de cada grupo descendieron directamente a Tercera División, mientras que los decimoterceros y decimocuartos clasificados jugaron la promoción de permanencia ante los cuatro mejores subcampeones de ascenso de Tercera División en eliminatorias directas a doble partido.

## Clubes participantes
| Datos de ascensos y descensos con respecto a la temporada anterior |
| --- |
| RCD Mallorca, RC Deportivo de La Coruña, Atlético Osasuna y CD Málaga descienden de Primera División. Pontevedra CF, Real Murcia, RCD Español y Levante UD ascienden a Primera División. CD Atlético Baleares, CD Basconia, CD Cartagena, Real Jaén CF, AD Plus Ultra, CD Sabadell CF y Sevilla Atlético descienden a Tercera División. CD Abarán, Algeciras CF, Atlético Ceuta, CF Badalona, CD Europa, CD Hospitalet y Onteniente CF ascienden a Segunda División. |

### Grupo I
| Equipo                            | Ciudad                  | Estadio               |
| --------------------------------- | ----------------------- | --------------------- |
| Club de Fútbol Badalona           | Badalona                | Avenida de Navarra    |
| Burgos Club de Fútbol             | Burgos                  | Zatorre               |
| Real Club Celta de Vigo           | Vigo                    | Balaídos              |
| Club Deportivo Constancia         | Inca                    | Municipal d’Es Cos    |
| Deportivo Alavés                  | Vitoria                 | Mendizorroza          |
| Real Club Deportivo de La Coruña  | La Coruña               | Riazor                |
| Club Deportivo Europa             | Barcelona               | Sardenya              |
| Real Gijón                        | Gijón                   | El Molinón            |
| Centro de Deportes Hospitalet     | Hospitalet de Llobregat | Municipal de Deportes |
| Sociedad Deportiva Indauchu       | Bilbao                  | Garellano             |
| Unión Popular de Langreo          | Langreo                 | Ganzábal              |
| Club Deportivo Orense             | Orense                  | José Antonio          |
| Club Atlético Osasuna             | Pamplona                | San Juan              |
| Real Sociedad de Fútbol           | San Sebastián           | Atocha                |
| Unión Deportiva Salamanca         | Salamanca               | El Calvario           |
| Real Santander Sociedad Deportiva | Santander               | El Sardinero          |

### Grupo II
| Equipo                         | Ciudad                 | Estadio                   |
| ------------------------------ | ---------------------- | ------------------------- |
| Club Deportivo Abarán          | Abarán                 | Las Colonias              |
| Algeciras Club de Fútbol       | Algeciras              | El Mirador                |
| Club Atlético de Ceuta         | Ceuta                  | Alfonso Murube            |
| Cádiz Club de Fútbol           | Cádiz                  | Ramón de Carranza         |
| Club Deportivo Eldense         | Elda                   | El Parque                 |
| Granada Club de Fútbol         | Granada                | Los Cármenes              |
| Hércules Club de Fútbol        | Alicante               | La Viña                   |
| Unión Deportiva Las Palmas     | Las Palmas             | Insular                   |
| Club Deportivo Málaga          | Málaga                 | La Rosaleda               |
| Real Club Deportivo Mallorca   | Palma de Mallorca      | Lluís Sitjar              |
| Melilla Club de Fútbol         | Melilla                | Álvarez Claro             |
| Club Deportivo Mestalla        | Valencia               | Mestalla                  |
| Onteniente Club de Fútbol      | Onteniente             | El Clariano               |
| Real Club Recreativo de Huelva | Huelva                 | Estadio Municipal         |
| Club Deportivo San Fernando    | San Fernando           | Marqués de Varela         |
| Club Deportivo Tenerife        | Santa Cruz de Tenerife | Heliodoro Rodríguez López |

## Resultados y clasificaciones

### Grupo I

#### Clasificación
| Pos. | Equipo                           | Pts. | PJ | G  | E  | P  | GF | GC | Dif. | Clasificación                     |
| ---- | -------------------------------- | ---- | -- | -- | -- | -- | -- | -- | ---- | --------------------------------- |
| 1    | R. C. Deportivo La Coruña (C, A) | 42   | 30 | 19 | 4  | 7  | 74 | 31 | +43  | Ascenso a Primera División        |
| 2    | Real Gijón                       | 39   | 30 | 17 | 5  | 8  | 53 | 33 | +20  | Acceso a Promoción de ascenso     |
| 3    | C. D. Europa                     | 37   | 30 | 15 | 7  | 8  | 36 | 27 | +9   |                                   |
| 4    | Real Santander S. D.             | 35   | 30 | 14 | 7  | 9  | 45 | 32 | +13  |                                   |
| 5    | C. A. Osasuna                    | 34   | 30 | 14 | 6  | 10 | 53 | 44 | +9   |                                   |
| 6    | Real Sociedad                    | 33   | 30 | 14 | 5  | 11 | 48 | 35 | +13  |                                   |
| 7    | Burgos C. F.                     | 32   | 30 | 13 | 6  | 11 | 40 | 38 | +2   |                                   |
| 8    | C. D. Orense                     | 31   | 30 | 12 | 7  | 11 | 34 | 36 | −2   |                                   |
| 9    | R. C. Celta de Vigo              | 29   | 30 | 11 | 7  | 12 | 39 | 37 | +2   |                                   |
| 10   | C. D. Constancia                 | 28   | 30 | 8  | 12 | 10 | 33 | 45 | −12  |                                   |
| 11   | U. P. Langreo                    | 27   | 30 | 10 | 7  | 13 | 33 | 40 | −7   |                                   |
| 12   | S. D. Indauchu                   | 26   | 30 | 8  | 10 | 12 | 34 | 38 | −4   |                                   |
| 13   | C. D. Hospitalet                 | 26   | 30 | 10 | 6  | 14 | 39 | 51 | −12  | Acceso a Promoción de permanencia |
| 14   | C. F. Badalona                   | 24   | 30 | 9  | 6  | 15 | 39 | 57 | −18  | Acceso a Promoción de permanencia |
| 15   | U. D. Salamanca (D)              | 21   | 30 | 7  | 7  | 16 | 25 | 46 | −21  | Descenso a Tercera División       |
| 16   | Deportivo Alavés (D)             | 16   | 30 | 4  | 8  | 18 | 36 | 71 | −35  | Descenso a Tercera División       |

 Fuente: BDFutbol
Criterios de clasificación: Puntos · Diferencia de goles · Goles a favor · Play-off

#### Resultados
| Local \ Visitante         | ALV | BAD | BUR | CEL | CON | DEP | EUR | GIJ | HOS | IND | LAN | ORE | OSA | RSA | RSO | SAL |
| ------------------------- | --- | --- | --- | --- | --- | --- | --- | --- | --- | --- | --- | --- | --- | --- | --- | --- |
| Deportivo Alavés          | —   | 0–1 | 2–4 | 4–1 | 0–2 | 2–1 | 0–1 | 3–5 | 1–1 | 2–2 | 1–2 | 2–3 | 1–4 | 2–3 | 1–0 | 0–1 |
| C. F. Badalona            | 7–1 | —   | 4–2 | 1–1 | 2–0 | 2–7 | 0–0 | 1–0 | 2–1 | 3–1 | 2–1 | 1–1 | 2–0 | 0–2 | 3–3 | 0–1 |
| Burgos C. F.              | 1–1 | 1–0 | —   | 1–1 | 4–1 | 2–3 | 0–2 | 2–1 | 3–0 | 1–0 | 2–1 | 0–1 | 3–2 | 2–1 | 0–3 | 4–0 |
| R. C. Celta de Vigo       | 4–0 | 5–0 | 3–0 | —   | 2–1 | 1–0 | 3–2 | 1–4 | 0–0 | 1–0 | 0–2 | 2–0 | 1–2 | 2–0 | 2–0 | 1–1 |
| C. D. Constancia          | 2–2 | 2–2 | 2–2 | 3–0 | —   | 1–0 | 1–1 | 1–1 | 0–0 | 2–1 | 1–0 | 0–0 | 2–0 | 1–1 | 3–2 | 3–2 |
| R. C. Deportivo La Coruña | 8–2 | 3–0 | 0–0 | 2–1 | 8–0 | —   | 2–0 | 4–1 | 4–0 | 0–0 | 2–1 | 5–0 | 3–0 | 0–1 | 2–1 | 2–0 |
| C. D. Europa              | 3–2 | 2–1 | 1–0 | 0–0 | 1–1 | 2–0 | —   | 2–0 | 1–0 | 3–0 | 0–0 | 1–1 | 0–1 | 1–0 | 3–1 | 2–0 |
| Real Gijón                | 5–0 | 4–1 | 1–0 | 1–2 | 2–0 | 2–2 | 1–0 | —   | 2–1 | 1–0 | 3–1 | 0–1 | 1–1 | 1–0 | 5–2 | 4–1 |
| C. D. Hospitalet          | 3–2 | 3–1 | 2–0 | 2–1 | 2–1 | 3–3 | 1–1 | 0–1 | —   | 2–2 | 3–0 | 2–0 | 0–2 | 4–1 | 1–3 | 2–1 |
| S. D. Indauchu            | 0–0 | 3–1 | 3–0 | 2–1 | 2–1 | 1–2 | 4–1 | 0–2 | 3–1 | —   | 2–1 | 3–1 | 2–2 | 0–0 | 0–3 | 0–0 |
| U. P. Langreo             | 0–0 | 3–0 | 1–0 | 1–1 | 4–1 | 1–4 | 0–2 | 0–1 | 2–1 | 0–0 | —   | 1–1 | 1–0 | 1–0 | 0–0 | 2–0 |
| C. D. Orense              | 3–0 | 1–0 | 0–2 | 1–1 | 2–0 | 2–0 | 3–0 | 1–0 | 0–1 | 2–0 | 1–3 | —   | 4–1 | 2–2 | 0–2 | 2–0 |
| C. A. Osasuna             | 2–2 | 4–0 | 0–1 | 2–1 | 1–0 | 4–1 | 1–0 | 3–3 | 2–1 | 1–1 | 6–2 | 3–0 | —   | 4–4 | 0–1 | 3–2 |
| Real Santander S. D.      | 1–1 | 3–1 | 0–1 | 2–0 | 1–1 | 0–2 | 2–0 | 3–0 | 4–1 | 0–0 | 1–0 | 2–0 | 3–0 | —   | 1–4 | 4–0 |
| Real Sociedad             | 1–0 | 1–1 | 1–1 | 2–0 | 0–0 | 1–3 | 1–2 | 0–1 | 5–0 | 2–1 | 3–0 | 2–1 | 1–0 | 0–1 | —   | 2–1 |
| U. D. Salamanca           | 0–2 | 1–0 | 1–1 | 1–0 | 0–0 | 0–1 | 1–2 | 0–0 | 3–1 | 2–1 | 2–2 | 0–0 | 1–2 | 1–2 | 2–1 | —   |

### Grupo II

#### Clasificación
| Pos. | Equipo                     | Pts. | PJ | G  | E | P  | GF | GC | Dif. | Clasificación                     |
| ---- | -------------------------- | ---- | -- | -- | - | -- | -- | -- | ---- | --------------------------------- |
| 1    | U. D. Las Palmas (C, A)    | 40   | 30 | 17 | 6 | 7  | 45 | 25 | +20  | Ascenso a Primera División        |
| 2    | Hércules C. F.             | 38   | 30 | 15 | 8 | 7  | 48 | 38 | +10  | Acceso a Promoción de ascenso     |
| 3    | R. C. D. Mallorca          | 37   | 30 | 16 | 5 | 9  | 52 | 32 | +20  |                                   |
| 4    | C. D. Mestalla             | 33   | 30 | 13 | 7 | 10 | 60 | 38 | +22  |                                   |
| 5    | C. D. Tenerife             | 32   | 30 | 14 | 4 | 12 | 30 | 40 | −10  |                                   |
| 6    | Granada C. F.              | 32   | 30 | 12 | 8 | 10 | 41 | 32 | +9   |                                   |
| 7    | Cádiz C. F.                | 30   | 30 | 13 | 4 | 13 | 45 | 41 | +4   |                                   |
| 8    | Algeciras C. F.            | 30   | 30 | 13 | 4 | 13 | 40 | 53 | −13  |                                   |
| 9    | C. D. Málaga               | 30   | 30 | 12 | 6 | 12 | 38 | 33 | +5   |                                   |
| 10   | Onteniente C. F.           | 29   | 30 | 10 | 9 | 11 | 33 | 29 | +4   |                                   |
| 11   | R. C. Recreativo de Huelva | 29   | 30 | 10 | 9 | 11 | 41 | 34 | +7   |                                   |
| 12   | Melilla C. F.              | 28   | 30 | 10 | 8 | 12 | 34 | 38 | −4   |                                   |
| 13   | C. D. Abarán               | 26   | 30 | 10 | 6 | 14 | 38 | 49 | −11  | Acceso a Promoción de permanencia |
| 14   | Atlético de Ceuta          | 26   | 30 | 10 | 6 | 14 | 29 | 49 | −20  | Acceso a Promoción de permanencia |
| 15   | C. D. San Fernando (D)     | 21   | 30 | 9  | 3 | 18 | 24 | 45 | −21  | Descenso a Tercera División       |
| 16   | C. D. Eldense (D)          | 19   | 30 | 7  | 5 | 18 | 33 | 55 | −22  | Descenso a Tercera División       |

 Fuente: BDFutbol
Criterios de clasificación: Puntos · Diferencia de goles · Goles a favor · Play-off

#### Resultados
| Local \ Visitante          | ABA | ALG | ATC | CAD | ELD | GRA | HER | LAS | MAL | MLL | MEL | MES | ONT | REC | SFE | TEN |
| -------------------------- | --- | --- | --- | --- | --- | --- | --- | --- | --- | --- | --- | --- | --- | --- | --- | --- |
| C. D. Abarán               | —   | 2–0 | 4–1 | 1–0 | 5–1 | 1–1 | 0–1 | 0–3 | 2–0 | 0–1 | 3–1 | 4–2 | 1–1 | 2–1 | 1–0 | 3–0 |
| Algeciras C. F.            | 1–1 | —   | 1–1 | 2–4 | 3–1 | 1–0 | 2–1 | 2–1 | 3–1 | 2–1 | 3–1 | 1–2 | 2–0 | 0–0 | 3–1 | 2–0 |
| Atlético de Ceuta          | 2–1 | 2–2 | —   | 2–1 | 3–1 | 0–0 | 3–2 | 1–0 | 1–0 | 2–1 | 0–0 | 1–1 | 1–0 | 1–1 | 3–0 | 0–1 |
| Cádiz C. F.                | 4–2 | 1–0 | 2–0 | —   | 2–1 | 2–1 | 1–2 | 3–0 | 4–2 | 1–2 | 2–0 | 2–2 | 2–0 | 0–0 | 3–0 | 3–0 |
| C. D. Eldense              | 1–1 | 1–2 | 4–2 | 2–1 | —   | 1–1 | 1–1 | 2–0 | 1–2 | 3–0 | 1–1 | 1–2 | 2–1 | 2–1 | 4–1 | 0–1 |
| Granada C. F.              | 1–1 | 2–0 | 0–1 | 2–0 | 4–0 | —   | 0–0 | 2–1 | 4–1 | 4–1 | 3–0 | 2–1 | 2–1 | 1–0 | 1–0 | 0–1 |
| Hércules C. F.             | 2–1 | 4–0 | 1–0 | 4–1 | 3–1 | 2–0 | —   | 1–1 | 1–0 | 1–3 | 1–1 | 1–0 | 1–1 | 1–0 | 2–0 | 2–1 |
| U. D. Las Palmas           | 3–0 | 3–0 | 3–1 | 1–0 | 3–0 | 1–0 | 4–3 | —   | 1–1 | 2–0 | 1–0 | 1–1 | 3–0 | 2–1 | 3–0 | 1–0 |
| C. D. Málaga               | 3–0 | 0–2 | 2–0 | 2–2 | 3–0 | 1–1 | 1–1 | 0–1 | —   | 0–0 | 2–0 | 2–0 | 1–0 | 1–1 | 5–0 | 3–0 |
| R. C. D. Mallorca          | 6–0 | 6–1 | 3–0 | 2–1 | 1–1 | 2–1 | 3–1 | 2–0 | 2–0 | —   | 4–1 | 1–0 | 0–2 | 2–1 | 1–0 | 3–0 |
| Melilla C. F.              | 2–0 | 2–0 | 3–0 | 0–1 | 2–0 | 3–0 | 5–2 | 1–1 | 3–1 | 1–1 | —   | 2–1 | 1–0 | 0–0 | 0–0 | 2–0 |
| C. D. Mestalla             | 4–0 | 7–1 | 5–0 | 3–0 | 2–1 | 1–2 | 5–2 | 1–1 | 0–1 | 2–1 | 4–1 | —   | 2–2 | 2–2 | 2–0 | 3–0 |
| Onteniente C. F.           | 1–1 | 2–0 | 2–0 | 0–0 | 2–0 | 1–0 | 0–1 | 1–0 | 1–0 | 1–1 | 0–0 | 2–2 | —   | 3–1 | 2–0 | 5–1 |
| R. C. Recreativo de Huelva | 4–1 | 4–2 | 3–0 | 4–1 | 2–0 | 3–3 | 1–1 | 0–1 | 0–1 | 1–1 | 1–0 | 2–1 | 1–0 | —   | 2–1 | 4–1 |
| C. D. San Fernando         | 1–0 | 0–1 | 1–0 | 2–1 | 2–0 | 3–1 | 2–2 | 1–2 | 1–2 | 1–0 | 3–1 | 1–2 | 1–0 | 2–0 | —   | 0–0 |
| C. D. Tenerife             | 1–0 | 2–1 | 4–1 | 2–0 | 1–0 | 2–2 | 0–1 | 1–1 | 1–0 | 2–1 | 3–0 | 1–0 | 2–2 | 1–0 | 1–0 | —   |

## Promoción de ascenso
En la promoción de ascenso jugaron Real Gijón y Hércules CF como subcampeones de Segunda División. Sus rivales fueron RCD Español y Real Oviedo CF como decimotercero y decimocuarto clasificado de Primera División.
Como curiosidad cabe destacar que la eliminatoria entre Gijón y Español se tuvo que retrasar una semana por la participación del conjunto catalán en la Copa del Generalísimo y había que esperar que quedaran eliminados para poder jugar la promoción de ascenso.
La promoción se jugó a doble partido a ida y vuelta con los siguientes resultados:
| 7 de junio de 1964 | Real Oviedo CF | 4:1 | Hércules CF | Estadio Carlos Tartiere, Oviedo |  |
|                    |                |     |             | Asistencia: ??? espectadores    |  |

| 14 de junio de 1964 | Hércules CF | 1:0 | Real Oviedo CF | La Viña, Alicante            |  |
|                     |             |     |                | Asistencia: ??? espectadores |  |

- El Real Oviedo CF permanece en Primera división y el Hércules CF en Segunda división.

| 14 de junio de 1964 | Real Gijón | 1:0 | RCD Español | Estadio El Molinón, Gijón    |  |
|                     |            |     |             | Asistencia: ??? espectadores |  |

| 21 de junio de 1964 | RCD Español | 3:0 | Real Gijón | Estadio de Sarriá, Barcelona |  |
|                     |             |     |            | Asistencia: ??? espectadores |  |

- El RCD Español permanece en Primera división y el Real Gijón en Segunda división.

## Promoción de permanencia
En la promoción de permanencia jugaron CD Hospitalet y CF Badalona del Grupo I; CD Abarán y Atlético Ceuta del Grupo II; y CD Cartagena, CF Extremadura, Gimnástica de Torrelavega y Gimnástico de Tarragona como equipos de Tercera División.
La promoción se jugó a doble partido a ida y vuelta con los siguientes resultados:
| 21 de junio de 1964 | Gimnástica de Torrelavega | 1:3 | CF Badalona | Campos del Malecón, Torrelavega |  |
|                     |                           |     |             | Asistencia: ??? espectadores    |  |

| 28 de junio de 1964 | CF Badalona | 6:1 | Gimnástica de Torrelavega | Campo de la Avenida de Navarra, Badalona |  |
|                     |             |     |                           | Asistencia: ??? espectadores             |  |

- El CF Badalona permanece en Segunda división.

| 21 de junio de 1964 | Gimnástico de Tarragona | 3:1 | CD Hospitalet | Campo de la Avenida Cataluña, Tarragona |  |
|                     |                         |     |               | Asistencia: ??? espectadores            |  |

| 28 de junio de 1964 | CD Hospitalet | 2:0 | Gimnástico de Tarragona | Campo municipal de deportes, Hospitalet de Llobregat |  |
|                     |               |     |                         | Asistencia: ??? espectadores                         |  |

| 30 de junio de 1964 | CD Hospitalet | 2:0 | Gimnástico de Tarragona | Estadio del CF Barcelona, Barcelona |  |
|                     |               |     |                         | Asistencia: ??? espectadores        |  |

- El CD Hospitalet permanece en Segunda división.

| 21 de junio de 1964 | CD Cartagena | 1:1 | Atlético Ceuta | Estadio de El Almarjal, Cartagena |  |
|                     |              |     |                | Asistencia: ??? espectadores      |  |

| 28 de junio de 1964 | Atlético Ceuta | 2:0 | CD Cartagena | Estadio Alfonso Murube, Ceuta |  |
|                     |                |     |              | Asistencia: ??? espectadores  |  |

- El Atlético Ceuta permanece en Segunda división.

| 21 de junio de 1964 | CF Extremadura | 1:2 | CD Abarán | Estadio Francisco de la Hera, Almendralejo |  |
|                     |                |     |           | Asistencia: ??? espectadores               |  |

| 28 de junio de 1964 | CD Abarán | 2:1 | CF Extremadura | Campo de Las Colonias, Abarán |  |
|                     |           |     |                | Asistencia: ??? espectadores  |  |

- El CD Abarán permanece en Segunda división.

## Resumen
Campeones de Segunda División:
| - Real Club Deportivo de La Coruña | - Unión Deportiva Las Palmas |

Ascienden a Primera División:
| - Real Club Deportivo de La Coruña | - Unión Deportiva Las Palmas |

Descienden a Tercera División: 
| Grupo I - Unión Deportiva Salamanca - Deportivo Alavés | Grupo II - Club Deportivo San Fernando - Club Deportivo Eldense |